# Kiseki
Kiseki (奇跡?) è un film del 2011 diretto da Hirokazu Kore'eda.